# Biblioteca de la Universidad de Cambridge
La Biblioteca de la Universidad de Cambridge es la principal biblioteca de investigación de la Universidad de Cambridge . Es la más grande de las 116 bibliotecas que hay en la Universidad . La biblioteca es un recurso académico importante para los miembros de la Universidad de Cambridge e investigadores externos. A menudo se le conoce dentro de la Universidad como UL. Treinta y tres bibliotecas de facultad y departamentos están asociadas con la Biblioteca de la Universidad con el propósito de gobernar y administrar centralmente, formando "Bibliotecas de la Universidad de Cambridge".
La biblioteca tiene aproximadamente 9 millones de artículos (incluidos mapas y partituras) y, a través del depósito legal, la compra y la donación, recibe alrededor de 100.000 artículos cada año. La Biblioteca de la Universidad es única entre las bibliotecas de depósito legal por mantener una gran proporción de su material en acceso abierto y por permitir que algunas categorías de lectores tomen prestado de sus colecciones.
Su ubicación original eran las Escuelas Antiguas cerca de la Casa del Senado hasta que se quedó pequeño y se construyó un nuevo edificio de biblioteca en la década de 1930. La biblioteca tomó el lugar de un antiguo hospital militar en el lado occidental del centro de la ciudad de Cambridge , ahora entre Robinson College y Memorial Court of Clare College . El edificio actual, diseñado por Giles Gilbert Scott , se inauguró en 1934. La bibliotecaria, la Dra. Jessica Gardner , es la segunda mujer en ocupar este cargo. 
La biblioteca se encuentra en los edificios históricos de la Universidad, cerca de Senado, y debido a la falta de lugar se construyó una nueva biblioteca. Ahora ubicada al oeste del centro de Cambridge, entre Robinson College y Clare College.

## Historia

### La primera biblioteca

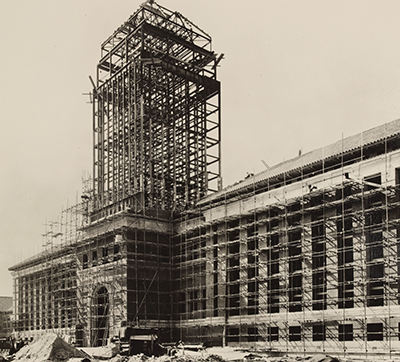
Construcción del edificio principal en 1930

A mediados del siglo XIV, la Universidad de Cambridge poseía una colección de libros. Estos se habrían guardado en cofres junto con otros objetos de valor, en lugar de en un edificio de biblioteca como se reconocería hoy.
La biblioteca universitaria común se remonta a principios del siglo XV, con la primera referencia directa a una "biblioteca". En marzo de 1416 se comprobó la voluntad de William Loring, que legó tres volúmenes a la biblioteca. En la segunda década del siglo XV, la biblioteca se estableció en el  Old Schools recién construido .
El catálogo más antiguo está fechado en  1424, momento en el que había 122 volúmenes en la biblioteca. El segundo catálogo más antiguo que se conserva se redactó en 1473 y denota 330 volúmenes. A partir del siglo XVI, la Biblioteca recibió generosas donaciones o legados de libros y el crecimiento se incrementó considerablemente una vez concedido el privilegio del depósito legal.
El espacio de la biblioteca se amplió enormemente con la construcción del edificio Cockerell en el paso de la casa del Senado en 1837-1842.

### La nueva biblioteca

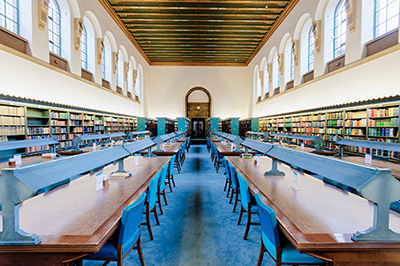
Interior de la sala de lectura principal

Siguiendo una iniciativa de AF Scholfield (bibliotecario de 1923 a 1949), se decidió construir una instalación más grande. El sitio seleccionado comprendía el campo de cricket conjunto de 8 acres (3,2 ha) de los colegios King's y Clare. Durante la Primera Guerra Mundial , una gran parte del edificio fue  requisado por la Oficina de Guerra para crear el primer Hospital General del Este, una instalación para el Cuerpo Médico del Ejército Real para tratar bajas militares.El hospital tenía 1.700 camas  y trató a unas 70.000 víctimas entre 1914 y 1919.
El nuevo edificio de la Biblioteca de la Universidad fue diseñado por Giles Gilbert Scott , quien también diseñó el vecino Clare Memorial Court (parte de Clare College ), y fue construido entre 1931 y 1934. Es un edificio catalogado de Grado II . En el interior hay varias estanterías para libros de los siglos XVII y XVIII, incluidas las diseñadas para la antigua Biblioteca de la Universidad por James Essex en 1731-1734.Los fondos para la nueva biblioteca fueron recaudados por universidades y donantes privados. El filántropo estadounidense John D. Rockefeller proporcionó la mayor parte de los fondos para la construcción de la biblioteca. Al sentir que necesitaba una entrada más grandiosa, Rockefeller persuadió al arquitecto para que agregara la distintiva torre frontal. La torre se puede ver a varios kilómetros de Cambridge. 
El edificio se parece a la arquitectura industrial de Scott, incluida la Bankside Power Station (ahora Tate Modern ). La torre de la biblioteca mide 48 m (157 pies) de altura,  1,8 m más baja que la parte superior de la capilla de St John's College y 3,0 m más alta que la cima de la capilla de King's College . Supuestamente, al inaugurar el edificio, Neville Chamberlain se refirió a él como "esta magnífica construcción".
La biblioteca se ha ampliado varias veces mediante anexos  y ampliaciones subterráneas que permitieron almacenar nuevos documentos de depósito legal. El edificio principal alberga las colecciones japonesa y china en el Pabellón Aoi, una extensión donada por Tadao Aoi e inaugurada en 1998.
La Biblioteca de la Universidad también ha construido una gran instalación de almacenamiento en Ely que cuenta con más de 100 kilómetros de estanterías para futuros libros de depósito legal y publicaciones periódicas.

## Ejemplares
Entre sus aproximadamente 8 millones de ejemplares, la biblioteca cuenta con muchos documentos importantes y recibe entre las deposiciones legales, compras y donaciones 100,000 libros cada año. entre los que destacan:
- Una copia de la Biblia de Gutenberg (1455), el primer libro impreso usando el tipo movible.
- La correspondencia de Darwin y libros de su biblioteca personal (en particular copias de sus propias publicaciones).
- Libros de importancia en la navegación y construcción naval, así como Atlas marítimos, incluyendo algunos que se remontan al siglo XVI.
- Parte de la Geniza de El Cairo, un conjunto de manuscritos judíos que datan de 870 a 1880.
- La colección de Edward Granville Browne, aproximadamente del 480 en árabe, persa y turco.
- Originales de Isaac Newton, William Thomson (Lord Kelvin), Ernest Rutherford, George Gabriel Stokes, Joseph Needham, entre otros.
- Los archivos del Real Observatorio de Greenwich.
- 1.5 millones de mapas